# Yvonne McKague Housser

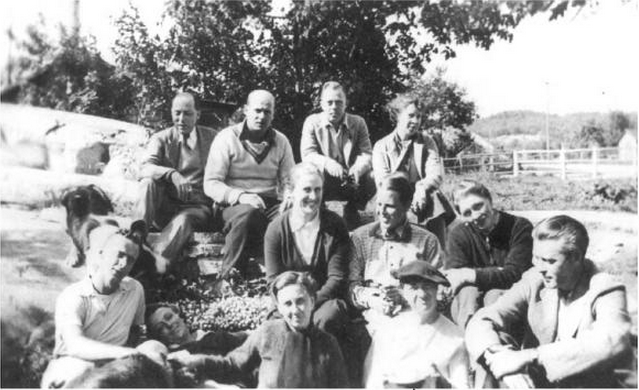
Gruppe von Künstlern mit Freunden in Whitefish Falls im Jahr 1936. Obere Reihe: Randolph Hewton, Mr. Whittall, Charles Comfort, Yvonne McKague Housser. Mittlere Reihe: Isabel McLaughlin, Gordon Webber, Bennie Hewton. Untere Reihe: Hal Hayden, Audrey Taylor, Prudence Heward, Rody Kenny Courtice, Mr. Macdonald

Muriel Yvonne McKague Housser (* 4. August 1897 in Toronto, Ontario; † 26. Januar 1996 ebenda) war eine kanadische Malerin und Kunstpädagogin der Moderne.

## Leben
Muriel Yvonne McKague wurde 1897 als Tochter von Hugh Henry McKague und Louise Elliott in Toronto geboren. Sie studierte von 1913 bis 1918 am Ontario College of Art (OCA) in Toronto bei George Agnew Reid, J. W. Beatty, William Cruikshank, Robert Holmes und Emanuel Hahn. Anschließend setzte sie ihre Studien in Paris an der Académie de la Grande Chaumière, der Académie Colarossi und der Académie Ranson unter anderem bei Lucien Simon und Maurice Denis fort. Weitere Studien führten sie nach Wien und New Mexico.
Yvonne Housser begann ihre Laufbahn als Malerin und Pädagogin in Toronto. Sie unterrichtete am Ontario College of Art und war Assistentin von F. H. Varley und Arthur Lismer. In den 1920er Jahren reiste sie nach Europa, um ihre Studien fortzusetzen. In den Jahren 1928, 1930 und 1931 wurde sie eingeladen, mit der Künstlergruppe Group of Seven auszustellen. 1933 war sie Gründungsmitglied der Canadian Group of Painters. 1935 heiratete sie Frederick B. Housser, Finanzredakteur des Toronto Star und Autor des Buches A Canadian Art Movement: The Story of the Group of Seven. 

## Werk
Yvonne Houssers Werk umfasst eine Vielzahl von Medien, darunter Öl, Pastell, Graphit, Tinte, Aquarell, Tempera und Mischtechniken. Ihre Motive reichen von Landschaften über Figuren und Porträts bis hin zu abstrakten Kompositionen. Stilistisch entwickelte sie sich vom kanadischen Impressionismus, der stark von der Group of Seven beeinflusst war, zum abstrakten Expressionismus.
Ihre Arbeiten sind in den Sammlungen mehrerer bedeutender kanadischer Kunstinstitutionen vertreten, darunter:
- Art Gallery of Ontario, Toronto
- National Gallery of Canada, Ottawa
- Art Gallery of Hamilton
- McMichael Canadian Art Collection
- Musée national des beaux-arts du Québec
- Robert McLaughlin Gallery, Oshawa

## Ehrungen
Yvonne Housser war seit 1928 Mitglied der Ontario Society of Artists und Gründungsmitglied der Federation of Canadian Artists. 1998 wurde sie posthum in der Ausstellung 4 Women Who Painted in the 1930s and 1940s in der Carleton University Art Gallery in Ottawa gewürdigt. 